# امیرآباد (بوکان)
اَمیرآباد بزرگترین منطقه شهری واقع در بوکان با جمعیتی بالغ بر ۲۵٬۰۰۰ نفر است نام خیابان اصلی آن شمس‌الدین برهان است  که از ابتدای این منطقه تا انتهای آن طول دارد. این منطقه شهری بر سر راه خروجی بوکان به مهاباد در شمال غرب بوکان قرار دارد. پل رسالت رابطی است بین محله‌ئ امیرآباد و مرکز شهر و سیمینه رود از مرکز شهر عبور می‌کند.  امیرآباد در منطقه ۲ شهرداری بوکان قرار گرفته‌است.

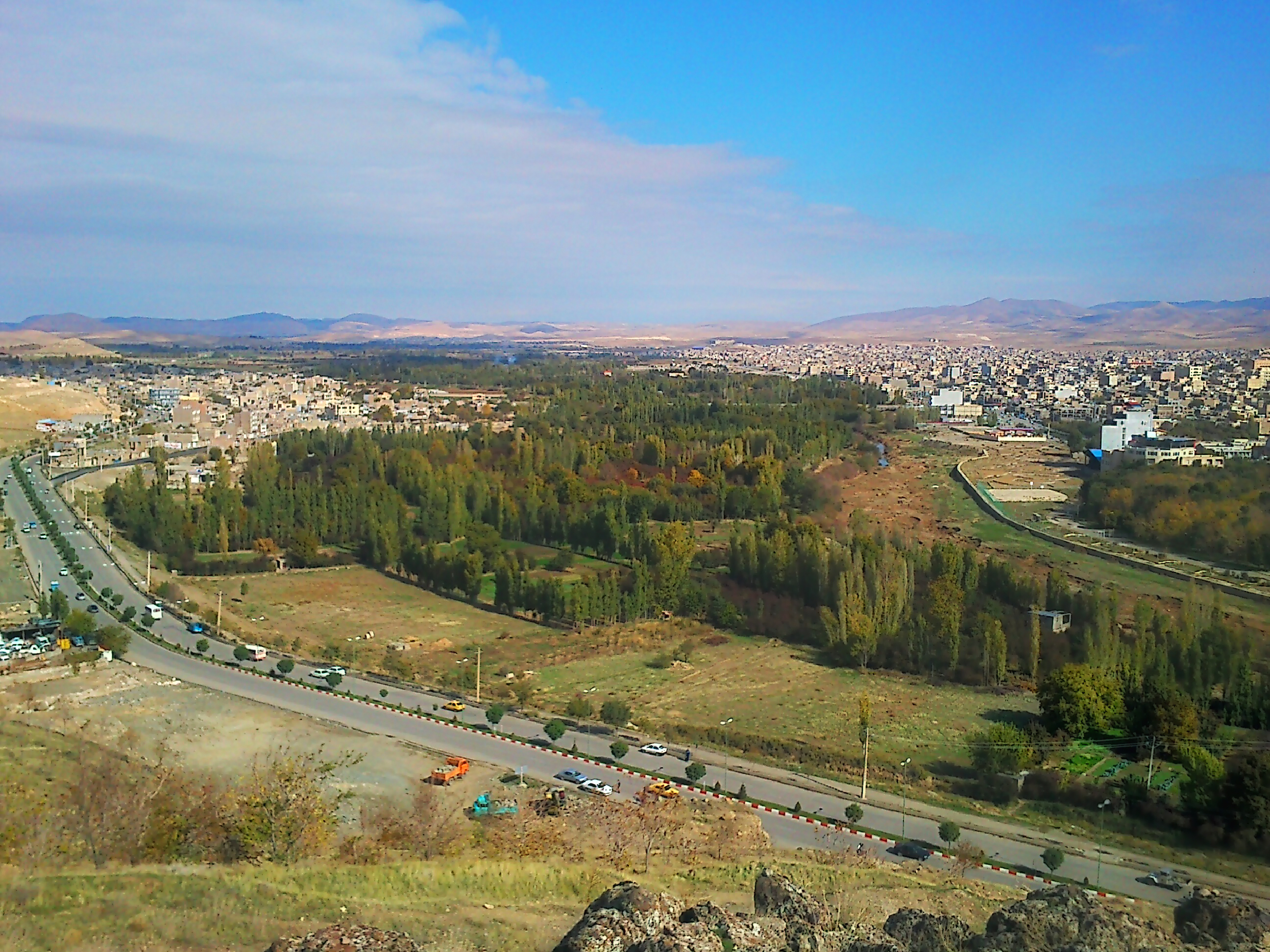
باغ‌های وسیع منطقه امیرآباد بوکان

## باغ‌های امیرآباد
این باغ‌ها با پیشینه بیش از ۸۰ سال از زمان پهلوی و با تلاش مرحوم حاج محمدامین ایلخانی زاده در حاشیه غربی سیمینه رود و در نزدیکی منطقه ۲ شهرداری بوکان (منطقه امیرآباد) ایجاد شده‌است. این باغ با وسعتی در حدود ۳۰ هکتار پس از باغ‌های قدیمی روستای سردارآباد و خراسانه و باغ‌های از بین رفته حمامیان، از کهن ترین باغ‌های شهر بوکان به‌شمار می‌آید.
باغ‌های آلبالوی امیرآباد هر ساله پذیرای عده زیادی است. از این باغ‌ها چندین تن آلبالو برداشت می‌شود.
باغ‌های امیرآباد بوکان هرساله چندین تن انواع میوه و بهترین نوع سبزی را به مرکز شهر و شهرهای همجوار روانه بازار می‌کند.